# Friederich Lienhard
Friedrich Lienhard (Rothbach, Baix Rin, 4 d'octubre de 1865 - Weimar, Turíngia, 30 d'abril de 1929) fou un escriptor alsacià en alemany. El 1884 va estudiar teologia evangèlica a Estrasburg i història a la Universitat de Berlín. Partidari acèrrim de la germanització d'Alsàcia, fou el promotor del grup Alsabund (Lliga d'Alsàcia), també anomenatHeimatkunst, afavoridor dels temes folklorico-camperols, en contra dels urbans. El 1908 va fundar la revista Tuermer, que fa la "literatura del terror" amb esperit germànic. En la seva obra Die Vorherrschaft Berlins (La supremacia de Berlín, 1900) va defensar la supremacia germànica alsaciana. En acabar la Primera Guerra Mundial es va exiliar voluntàriament a Turíngia, in va morir.

## Obres
- Lieder eines Elsässers, 1888
- Naphtali. Drama, 1888
- Wasgaufahrten. Ein Zeitbuch, 1895
- Lieder eines Elsässers, 1895
- Till Eulenspiegel, 1896
- Eulenspiegels Ausfahrt. Schelmenspiel, 1896
- Gottfried von Straßburg. Schauspiel, 1897
- Odilia. Legende, 1898
- Nordlandslieder von Fritz Lienhard, 1899
- Die Vorherrschaft Berlins, 1900
- Die Schildbürger. Ein Scherzlied vom Mai, 1900
- Burenlieder, 1900
- Münchhausen. Ein Lustspiel, 1900
- Der Fremde. Schelmenspiel, 1900
- König Arthur. Trauerspiel, 1900
- Litteratur-Jugend von heute. Eine Fastenpredigt, 1901
- Neue Ideale. Gesammelte Aufsätze, 1901
- Deutsch-evangelische Volksschauspiele. Anregungen, 1901
- Gedichte. 1. Gesamtausgabe, 1902
- Wartburg-Trilogie, 1903-1906
- Heinrich von Ofterdingen, 1903
- Die heilige Elisabeth, 1904
- Luther auf der Wartburg, 1906
- Oberflächen-Kultur, 1904
- Wieland der Schmied. Dramatische Dichtung, 1905
- Wege nach Weimar. Beiträge zur Erneuerung des Idealismus, 1905
- Der Pandurenstein und anderes, 1906
- Wesen und Würde der Dichtkunst, 1907
- Das klassische Weimar, 1909
- Oberlin. Roman aus der Revolutionszeit im Elsaß, 1910
- Aus dem Elsass des XVIII. Jahrhunderts, 1910
- Odysseus. Dramatische Dichtung, 1911
- Lichtland. Neue Gedichte, 1912
- Der Spielmann. Roman aus der Gegenwart, 1913
- Menschengestalten, 1913
- Einführung in Goethes Faust, 1913
- Parsifal und Zarathustra. Vortrag, 1914
- Ahasver am Rhein. Trauerspiel, 1914
- Deutschlands europäische Sendung, 1914
- Heldentum und Liebe, 1915
- Weltkrieg und Elsaß-Lothringen, 1916, s.a. http://edocs.ub.uni-frankfurt.de/volltexte/2007/9017/%5BEnllaç+no+actiu%5D
- Schillers Gedichtentwurf Deutsche Größe, 1916
- Friedrich der Große, 1917
- Deutsche Dichtung in ihren geschichtlichen Grundzügen, 1917
- Die Beseelung unseres Gemeinschaftslebens als Kulturaufgabe der Zeit, 1918
- Phidias. Schauspiel, 1918
- Wie machen wir Kunst und Philosophie nutzbar zur inneren Weiterbildung der Jugend?, 1918
- Jugendjahre. Erinnerungen von Friedrich Lienhard, 1918
- Westmark. Roman aus dem gegenwärtigen Elsaß, 1919
- Auf Goethes Pfaden in Weimar, 1919
- Wasgenwald, 1921
- Aus Taulers Tagen. Erzählung, 1923
- Friedrich Lienhard. Gesammelte Werke in 3 Reihen, 1924-1926
- Thüringer Tagebuch, 1903*'
- Ein deutsches Krippenspiel, 1925
- Der Sängerkrieg auf der Wartburg. Ein Festspiel, 1925
- Schwertweihespiel, 1927
- Das Landhaus bei Eisenach. Ein Burschenschaftsroman aus dem 19. Jahrhundert, 1928
- Die Stillen im Lande - sind auch die Starken, 1929